# Meo del Caprino

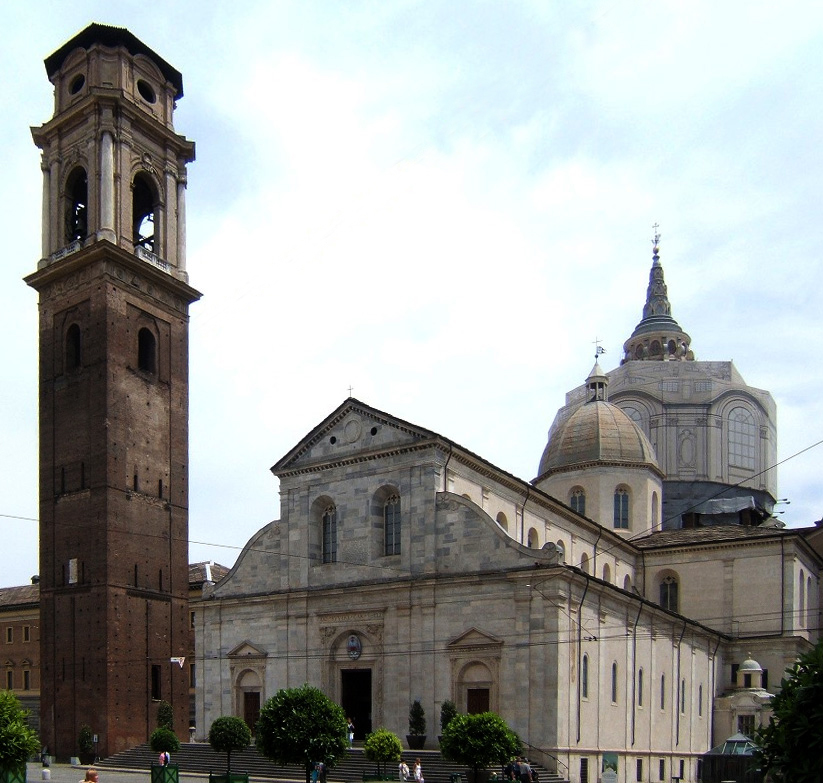
Katedralen i Turin

Meo del Caprino, egentligen Amedeo de Francisco di Settignano, född 1430 i Settignano, död 1501 i Rom, var en italiensk arkitekt och skulptör under renässansen.
Meo del Caprino har bland annat ritat katedralen i Turin. Portiken till kyrkan San Pietro in Vincoli på Esquilinen i Rom uppfördes 1475 efter ritningar av Meo.